# Космический госпиталь
«Космический госпиталь» (англ. Sector General) — цикл рассказов и романов Джеймса Уайта.

## Сюжет
В глубине космоса, примерно посередине освоенного разумными расами пространства, расположены конструкции Космического Госпиталя — места, куда стремятся медицинские светила всей галактики, и куда привозят пациентов с самыми сложными клиническими случаями и заболеваниями. Именно здесь живут и работают главные герои цикла «Космический госпиталь», представляющие различные разумные расы галактики, в том числе и негуманоидные.

## Четырёхбуквенная физиологическая классификация (ABCD)
В цикле все разумные существа имеют четырехбуквенную классификацию, используемую врачами.
- первая буква обозначает степень физического развития, который не имеет никакого отношения к уровню интеллекта;
- вторая буква тип и распределение конечностей, органов чувств и естественных отверстий тела;
- две последние буквы обозначают тип обмена веществ и потребность в пище и воздухе в зависимости от силы притяжения и величины атмосферного давления на родной планете существа, что позволяет сделать выводы о массе его тела и характере кожных покровов.

### Обозначения
| Рус.     | Англ. | Описание |
| -------- | ----- | --- |
| А,Б и Ц  | A,B,C | «Вододышащие» |
| Д, Е и Ф | D,E,F | Теплокровные, «Кислорододышащие» |
| Ж,К      | G,J,K | «Кислорододышащие» насекомые |
| Л,М      | L,M   | Крылатые существа, привыкшие к малой силе притяжения |
| О,П      | O,P   | «Хлородышащие» |
| В        | V     | Существа, обладающие экстрасенсорными возможностями, обходящиеся без каких либо конечностей и выростов на теле, независимо от размеров и формы тела |
| Р-Я      | Q-Z   | Более экзотические виды, отличающиеся высокой степенью физической эволюции. Сюда относятся существа, питающиеся радиацией, холоднокровные и кристаллообразные создания, а также те, кто обладал способностью по желанию изменять свою физическую структуру |